# Europastraße 007
Die Europastraße 007 (kurz: E 007) ist eine rund 600 Kilometer lange Europastraße des Zwischennetzes in Usbekistan und Kirgisistan.

## Verlauf
Die Europastraße 007 beginnt an der Europastraße 123 in Taschkent und verläuft von dort über Qoʻqon (Kokand) und Andijon (Andischan) nach Kirgisistan, wo sie über Osch nach Irkeschtam führt und zwischen diesem Ort und Sarytasch nahe der Grenze zur Volksrepublik China an der Europastraße 60 endet.